# George Ogden Abell
George Ogden Abell (1. března 1927 Los Angeles – 7. října 1983 tamtéž) byl americký astronom, který přednášel na UCLA.
Je známý především svým katalogem skupin a kup galaxií, který sestavil během práce pro Palomar Sky Survey. Analýzy vývoje těchto skupin pomohly pochopit jejich tvar a vývoj. Abell demonstroval, že existuje sekundární uspořádání skupin galaxií, čímž vyvrátil hierarchický model Carla Charliera. Také objevil, jak se světelnost těchto galaxií dá použít pro změření jejich vzdáleností.
Abellův katalog je seznam přibližně 4000 skupin a kup galaxií, které mají nejméně 30 členů s červeným posunem až do z = 0,2. Původní katalog severní oblohy byl publikovaný v roce 1958. Rozšířený katalog zahrnující i objekty jižní oblohy byl publikovaný až po jeho smrti v roce 1989 ve spolupráci s Haroldem Corwinem a Ronaldem Olowinem.
Abell také spoluobjevil periodickou kometu 52P/Harrington-Abell. Spolu s Peterem Goldreichem určil, že planetární mlhoviny vznikají z červených obrů.
Na jeho počest je pojmenovaná planetka 3449 Abell.